# Philippe Laguérie
Pour les articles homonymes, voir Laguérie.
Philippe Laguérie, né le 30 septembre 1952 à Sceaux, est un prêtre catholique français, personnalité du catholicisme traditionaliste, proche de l’extrême droite.
Philippe Laguérie est ordonné prêtre par Marcel Lefebvre en 1979. De 1984 à 1997 il est prêtre de l'église Saint-Nicolas-du-Chardonnet, bastion lefebvriste à Paris, il y célèbre en 1996 les obsèques du milicien Paul Touvier. Philippe Laguérie s'installe à Bordeaux en 1998. Exclu de la Fraternité sacerdotale Saint-Pie-X en 2004, il est l'un des cofondateurs de l'Institut du Bon-Pasteur en 2006 et son supérieur jusqu'en 2019.

## Biographie

### La Fraternité sacerdotale Saint-Pie-X
Issu d'une famille catholique, Philippe Laguérie entre au séminaire en 1973 à Écône au sein de la Fraternité sacerdotale Saint-Pie-X. Il est ordonné prêtre le 29 juin 1979 par Marcel Lefebvre, ordination considérée par le Vatican comme valide mais illicite. 
D'abord préfet de discipline et professeur de philosophie et théologie à l'école Saint-Michel à Niherne, dans l'Indre, il prend, à partir de 1984, la succession de François Ducaud-Bourget comme curé de l'église Saint-Nicolas-du-Chardonnet, située à Paris, dans le Ve arrondissement,. 
Il tente en mars 1993 avec l'aide de quatre cents fidèles d'occuper l'église Saint-Germain-l'Auxerrois. Chassé par la police, il est sanctionné le 10 par l'abbé Paul Aulagnier puis pardonné le 14[réf. nécessaire].
En 1998, il rejoint Bordeaux, où il obtient de la mairie en 2002 l'autorisation d'utiliser l'église Saint-Éloi à côté de la Grosse cloche, église désaffectée entre 1981 et 2001 qu'il rend au culte. Il est exclu par le supérieur de la Fraternité sacerdotale Saint-Pie-X, Bernard Fellay, le 16 septembre 2004, à la suite de critiques de la formation au sein du séminaire d'Écône  où la « sévérité incroyable » de Benoît de Jorna, supérieur du séminaire, décourage, selon lui, les vocations de séminaristes.

### L'Institut du Bon-Pasteur
Le 8 septembre 2006, l'abbé Laguérie est nommé supérieur du nouvel Institut du Bon-Pasteur (IBP), fondé avec l’accord du pape Benoît XVI, institut de droit pontifical dont le siège est à Bordeaux où se trouve aussi l'église Saint-Éloi où il exerce son ministère après une convention signée avec le cardinal Jean-Pierre Ricard, archevêque de Bordeaux . Cet acte rétablit la pleine communion de l'abbé Laguérie (et de ses fidèles) avec l'Église catholique locale[réf. nécessaire]. 
Selon le droit canon, l'Institut de droit pontifical du Bon-Pasteur est une société de vie apostolique dépendant à la fois de la commission Ecclesia Dei et de la congrégation pour les instituts de vie consacrée et les sociétés de vie apostolique. Il exerce une juridiction ordinaire sur les prêtres qui en dépendent.
Le 1er février 2007, un décret du cardinal Ricard érige Saint-Éloi en paroisse personnelle, en l'église Saint-Éloi.
Le 31 août 2013, l'abbé Laguérie est réélu pour six ans à la tête de l'Institut du Bon-Pasteur. Le 12 septembre suivant, Rome entérine cette élection.
Après deux mandats à la tête de l'Institut du Bon-Pasteur, l'abbé Laguérie n'est pas réélu et laisse la place au prêtre colombien Luis Gabriel Barrero le 28 août 2019.

## Liens avec le Front national
Les connexions de Laguérie avec l'extrême droite ne sont pas rares. En 1987, alors que Jean-Marie Le Pen vient de créer le scandale par ses propos sur les chambres à gaz nazies, on entend l'abbé à la télévision française prendre la défense du président du Front national, qu'il présente comme une victime de la « grande banque juive qui tient la France en dictature depuis quarante-cinq ans » et prendre la défense de négationnistes en ces termes : « Les thèses des professeurs Roques et Faurisson sont parfaitement scientifiques ».
Le 25 juillet 1996, l'abbé Laguérie procède à la célébration d'une messe pour les obsèques de Paul Touvier, condamné pour crimes contre l'humanité en 1994 pour l'exécution de sept Juifs lorsqu'il était chef de la Milice lyonnaise sous l'Occupation allemande. Au cours de cette messe, l'abbé Philippe Laguérie qualifie notamment l'ancien milicien d'« âme sensible, délicate et même nuancée » et souhaite se faire « l'avocat de Paul Touvier auprès de Dieu », fustigeant la LICRA, les communistes, les francs-maçons, la presse, etc,.
Après son exclusion de la Fraternité Saint-Pie X, l'abbé Laguérie reste proche des milieux d'extrême droite. En 2008, c'est à Saint-Éloi qu'il baptise le quatrième enfant de l'humoriste Dieudonné, enfant dont le parrain serait Jean-Marie Le Pen, présent à la cérémonie selon le journal Libération,. Une partie de la gauche bordelaise lui reproche également de célébrer chaque 23 juillet une messe de requiem pour le maréchal Pétain.
En 2010, l'émission de France 2, Les Infiltrés évoque une connexion entre l'abbé Laguérie et l'association nationaliste Dies Iræ, dont le leader, Fabrice Sorlin, serait un ami du prêtre. Mais l'abbé Laguérie et l'Institut du Bon-Pasteur nient toute relation avec Dies Iræ,. Philippe Laguerie, porte plainte pour diffamation contre les journalistes, mais perd en 2014 le procès : les journalistes sont relaxés. L'appel de ce jugement, pour le volet civil, est rejeté le 10 septembre 2015.
Le 16 janvier 2021, il marie religieusement Jean-Marie et Jany Le Pen à leur domicile de Rueil-Malmaison, sous le mandat de l'ordinaire du lieu, Matthieu Rougé, évêque de Nanterre. C'est également l'abbé Laguérie qui délivre à Jean-Marie Le Pen l'absolution et l'extrême-onction le 14 novembre 2024, quelques semaines avant la mort de ce dernier, le 7 janvier 2025.

## Ouvrages
- Avec Paul Aulagnier et Marcel Lefebvre, La messe traditionnelle, trésor de l'Église, éd. Fideliter, 1992, 144 p. (ISBN 2903122547 et 9782903122546, OCLC 463623518).
- Avec ma bénédiction : quatorze ans au Chardonnet, Paris, éd. Certitudes, 1997, 450 p.
- L'Évangile inconnu, Versailles, Via Romana, 2011, 180 p. (ISBN 978-2-916-72773-8).